# 루트비히 놀

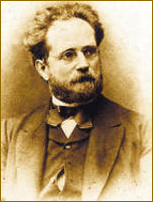
루트비히 놀

루트비히 놀(Ludwig Nohl, 1831년 12월 5일 – 1885년 12월 15일)은 베토벤의 유명한 바가텔, "엘리제를 위하여"를 발견하고 출판한 것으로 가장 잘 알려진 독일의 음악 학자이자 작가였다.

## 생애
놀은 뒤스부르크 김나지움을 졸업한 후에 하이델베르크와 베를린 대학에서 법학을 공부했고, 그는 또한 그곳에서 지그프리트 덴과 프리드리히 키엘에게서 음악 교육을 받았다. 1853년부터 1856년까지 그는 참조인이 되어 프랑스와 이탈리아로 여행을 떠났고, 하이델베르그에서도 음악을 가르쳤다. 1860년에 그는 모차르트에 관한 논문을 썼고, "음악 예술의 역사와 미학"(Geschichte und Ästhetik der Tonkunst)이라는 주제로 개인 강사의 직함를 획득했다.
1864년에 그는 뮌헨으로 이주하여 자신의 글에서 칭찬했던 바그너의 작품을 소개했다. 1865년에 그는 모차르트의 편지를 편찬한 공로로 루트비히 2세로부터 뮌헨 대학교 음악 교수라는 칭호를 받았다. 그러나 대학 교수진은 놀을 좋아하지 않았고, 놀에게 가르치는 임무도 주어지지 않았다. 그해에 그는 뮌헨에서 "공업 교사" 출신인 바베트 브레들(Babeth Bredl)을 통해, 지금은 사라진 베토벤의 바가텔 "엘리제를 위하여"의 자필 악보를 발견했다. 이 작품은 놀의 저서 "베토벤의 새편지"(Neue Briefe Beethoven)에서 1867년에 처음 출판되었다.
1868년부터 1872년까지 그는 바덴바일러에서 살았고, 결국 하이델베르크로 돌아왔다. 1875년에 그는 카를스루에 폴리테크닉(카를스루에 공과대학의 전신)에서 강사였고, 1880년에 정교수가 되었다.
그는 당시 음악과 관련하여 가장 널리 읽힌 작가 중 한 명이었다. 그의 많은 책은 여러 번 인쇄되었다. 그의 주요 유산은 베토벤 학자로, 그의 저작 중 일부는 이절론의 주립 기록 보관소에 보관되어 있다.